# Sevettijärvi

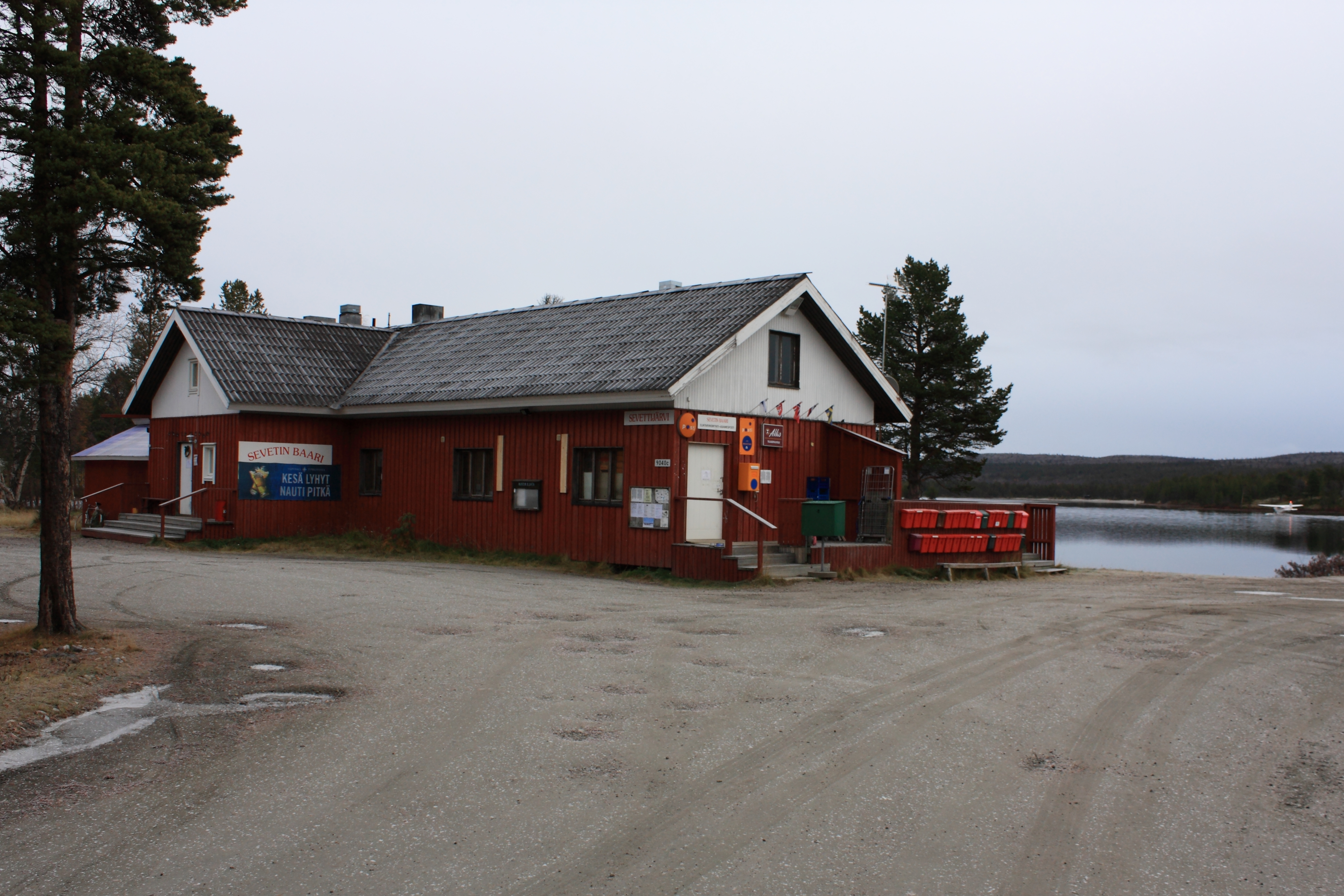
Sevetin Baari, Restaurant und Bar am See Sevettijärvi

Sevettijärvi (finnisch, Aussprache [ˈsɛvɛtːijærvi]) oder Čeʹvetjäuʹrr (skoltsamisch; inarisamisch Čevetjävri, nordsamisch Čeavetjávri) ist ein Dorf in der Gemeinde Inari in Finnisch-Lappland. Es hat ca. 350 Einwohner und liegt am gleichnamigen See Sevettijärvi im Norden des Gemeindegebiets rund 120 km nordöstlich der Ortschaft Inari 35 km von der Grenze zwischen Finnland und Norwegen entfernt. Durch den Ort verläuft die Landstraße, die von Kaamanen nach Näätämö zum Grenzübergang und weiter zur Hafenstadt Kirkenes in Norwegen führt. Sevettijärvi stellt sich nicht als geschlossene Ortschaft, sondern als ein sehr weit gestrecktes Straßendorf dar, in dem sich die Häuser auf den benachbarten an der Straße gelegenen Grundstücken über eine Länge von nicht weniger als 60 Kilometern in einiger Entfernung voneinander aufreihen.
Die Einwohner Sevettijärvis sind hauptsächlich Skoltsamen, die nach dem Zweiten Weltkrieg aus dem Gebiet von Petsamo (Petschenga), das Finnland an die Sowjetunion abtreten musste, evakuiert wurden. Das Dorf wurde 1949 gegründet, als hier 51 evakuierte Familien angesiedelt wurden. Die Straßenverbindung wurde erst im Jahr 1971 fertiggestellt.
Heute ist Sevettijärvi die größte skoltsamische Siedlung. Im Dorf befinden sich eine Schule, ein Gesundheitszentrum, ein Restaurant, ein Lebensmittelkiosk, eine Rentiermetzgerei und eine 1951 erbaute orthodoxe Kirche, die dem Heiligen Tryphon von Petschenga geweiht ist.
Das Restaurant Sevetin Baari („Sevettis Bar“) ist so alt wie der Ort und gilt als legendär. Der britische Sozialanthropologe Tim Ingold beschreibt in seiner Ethnographie von Sevettijärvi (1976) ausführlich die skoltsamische Geschichte des Ortes, besonders die soziale Struktur und gesellschaftlichen Veränderungen während der späten 1960er und frühen 1970er Jahre.